# إدوين جي. كور
إدوين جي. كور هو دبلوماسي وسياسي أمريكي، ولد في 6 أغسطس 1934 في نورمان في الولايات المتحدة.